# Filips II van Croÿ
Filips II van Croÿ (1496 - Brussel, april 1549) was een militair bevelhebber uit het Huis Croÿ in dienst van keizer Karel V.

## Biografie
Hij was de zoon van Hendrik van Croÿ, graaf van Porcéan, en kleinzoon van Filips I van Croÿ.
In 1521 erfde hij de titels en heerlijkheden van zijn oom, Willem II van Croÿ. In 1533 moest hij het hertogdom Soria afstaan op vraag van de keizer, die hem compenseerde door het markgraafschap Aarschot te verheffen tot een hertogdom.
Filips II is echter vooral bekend als militair bevelhebber.
Hij werd in 1521 stadhouder van Henegouwen, in opvolging van zijn schoonvader, Karel I van Croÿ, prins van Chimay. In deze positie moest hij aanvallen van de Fransen afslaan en veroverde hij Doornik en het Doornikse. In 1532 slaat hij het oproer neer in Brussel dat ontstaan is wegens een illegaal geheven belasting. In 1537 draagt hij bij tot de verovering en verwoesting van Saint-Pol. In de derde Gelderse Successieoorlog (1543) bracht hij inderhaast een leger op de been, dat weliswaar werd verslagen in de slag bij Sittard, maar de Geldersen zware verliezen toebracht.
Filips ligt naast zijn vrouw Anna begraven in de kerk van Avesnes.

## Huwelijk en kinderen
Filips huwde zijn verre nicht Anna van Croÿ (1501-1539), dochter van Karel, de eerste prins van Chimay.
- Karel II van Croÿ (1522-1551)
- Louise van Croÿ, huwde achtereenvolgens met de markies van Veere en de heer van Froidmont
- Filips III van Croÿ (1526-1595)
- Willem van Croÿ, markies van Renty (1527-1565)

Een tweede huwelijk met Anna van Lotharingen (1522-1568) bezorgde hem postuum:
- Karel Filips van Croÿ (1549-1613)

## Voorouders
| Voorouders van Filips II van Croÿ | Voorouders van Filips II van Croÿ                                                      | Voorouders van Filips II van Croÿ                                                      | Voorouders van Filips II van Croÿ                                                      | Voorouders van Filips II van Croÿ                                                      | Voorouders van Filips II van Croÿ                             | Voorouders van Filips II van Croÿ                             | Voorouders van Filips II van Croÿ                                     | Voorouders van Filips II van Croÿ                                     |
| --------------------------------- | -------------------------------------------------------------------------------------- | -------------------------------------------------------------------------------------- | -------------------------------------------------------------------------------------- | -------------------------------------------------------------------------------------- | ------------------------------------------------------------- | ------------------------------------------------------------- | --------------------------------------------------------------------- | --------------------------------------------------------------------- |
| Overgrootouders                   | Anton van Croÿ (1385-1475) ∞1410 Margaretha van Lotharingen-Vaudémont (-)              | Anton van Croÿ (1385-1475) ∞1410 Margaretha van Lotharingen-Vaudémont (-)              | Lodewijk van Saint-Pol (1418-1475) ∞ Johanna van Bar (1415-1462)                       | Lodewijk van Saint-Pol (1418-1475) ∞ Johanna van Bar (1415-1462)                       | Theaud van Chateaubriand (-1470) ∞ Francisca Odart (-)        | Theaud van Chateaubriand (-1470) ∞ Francisca Odart (-)        | Robert VII van Estouteville (1410-1479) ∞ Ambroisine van Loré (-1468) | Robert VII van Estouteville (1410-1479) ∞ Ambroisine van Loré (-1468) |
| Grootouders                       | Filips I van Croÿ (graaf van Porcéan) (1435-1511) ∞ Jacoba van Luxemburg-Saint-Pol (-) | Filips I van Croÿ (graaf van Porcéan) (1435-1511) ∞ Jacoba van Luxemburg-Saint-Pol (-) | Filips I van Croÿ (graaf van Porcéan) (1435-1511) ∞ Jacoba van Luxemburg-Saint-Pol (-) | Filips I van Croÿ (graaf van Porcéan) (1435-1511) ∞ Jacoba van Luxemburg-Saint-Pol (-) | René van Chateaubriand (-1490) ∞ Helena van Estouteville (-)  | René van Chateaubriand (-1490) ∞ Helena van Estouteville (-)  | René van Chateaubriand (-1490) ∞ Helena van Estouteville (-)          | René van Chateaubriand (-1490) ∞ Helena van Estouteville (-)          |
| Ouders                            | Hendrik van Croÿ (-1514) ∞ Charlotte de Chateaubriand (-1509)                          | Hendrik van Croÿ (-1514) ∞ Charlotte de Chateaubriand (-1509)                          | Hendrik van Croÿ (-1514) ∞ Charlotte de Chateaubriand (-1509)                          | Hendrik van Croÿ (-1514) ∞ Charlotte de Chateaubriand (-1509)                          | Hendrik van Croÿ (-1514) ∞ Charlotte de Chateaubriand (-1509) | Hendrik van Croÿ (-1514) ∞ Charlotte de Chateaubriand (-1509) | Hendrik van Croÿ (-1514) ∞ Charlotte de Chateaubriand (-1509)         | Hendrik van Croÿ (-1514) ∞ Charlotte de Chateaubriand (-1509)         |
| Filips II van Croÿ (1496-1549)    |                                                                                        |                                                                                        |                                                                                        |                                                                                        |                                                               |                                                               |                                                                       |                                                                       |

- Digitale Bibliotheek voor de Nederlandse Letteren: croy003
- Gemeinsame Normdatei: 132274779
- Virtual International Authority File: 62704426